# Florence Crauford Grove
Florence Crauford Grove (1838 – 1902) – angielski alpinista i autor, znany również jako F. Crauford Grove. Syn Williama Grove. W 1874 (wraz z Frederickiem Gardnerem, Horace Walkerem, Peterem Knublem i przewodnikiem Ahiyą Sottaievem) jako pierwszy człowiek zdobył zachodni szczyt Elbrusa – wznoszącego się ok. 40 metrów wyżej od szczytu wschodniego.